# L705i
FOMA L705i（フォーマ・エル なな まる ご アイ）は、LG電子ジャパンによって開発された、NTTドコモの第三世代携帯電話 (FOMA) 端末である。

## 概要
日本国外でも自分のケータイがそのまま使える「WORLD WING」に対応したグローバルケータイである。これまでドコモで発売されたLG電子製製品と同様に、「世界時計」「単位変換ツール」など、日本国外でも便利に使える機能を搭載している。
メインディスプレイは2.4インチのQVGA。サブディスプレイは1.3インチ。
外部メモリーは非対応。カメラ性能は、CMOS約130万画素（有効画素数:約130万画素）。テレビ電話用のサブカメラは非搭載で、テレビ電話で自分の顔を送信することはできない。
らくらくホンと同様にディスプレイ下に、電話番号を記録出来る1、2、3キーを備え、任意の機能を割り当てることができるMyキーを備えている。
| 主な対応サービス           | 主な対応サービス                    | 主な対応サービス                | 主な対応サービス             |
| -------------------------- | ----------------------------------- | ------------------------------- | ---------------------------- |
| DCMX／おサイフケータイ     | うた・ホーダイ                      | 着うたフル／着うた              | デジタルオーディオプレーヤー |
| 直感ゲーム／メガiアプリ※   | Music&Videoチャネル／ビデオクリップ | GSM／3Gローミング（WORLD WING） | プッシュトーク               |
| FOMAハイスピード           | GPS／ケータイお探し                 | デコメール／デコメ絵文字        | iチャネル                    |
| 着もじ                     | テレビ電話／キャラ電                | 電話帳お預かりサービス          | フルブラウザ                 |
| おまかせロック／バイオ認証 | 外部メモリー                        | トルカ                          | iC通信                       |
| きせかえツール／マチキャラ | バーコードリーダ／名刺リーダ        | 2in1                            | エリアメール                 |

※500kBのiアプリ対応。

### プリインストールiアプリ
- Halloween Fever
- SudokuPuzzle

## 歴史
- 2007年10月4日 - 技術基準適合証明 (TELEC) 通過
- 2007年10月30日 - 電気通信端末機器審査協会 (JATE) 通過
- 2007年11月1日 - D905i・D705i・D705iμ・F905i・F705i・N905i・N905iμ・N705i・N705iμ・P905i・P905iTV・P705i・P705iμ・PROSOLID μ・SH905i・SH905iTV・SH705i・SO905i・SO905iCS・SO705i・L705i・L705iX・NM705iの開発が発表。
- 2008年1月10日 - 報道関係者向けの内覧会で実機を公開
- 2008年2月1日 - 一部の製品で異なる部品を採用していたため、2月5日の発売を延期
- 2008年2月21日 - 販売開始

## 不具合
2008年8月26日に、以下の不具合の修正がソフトウェアの更新でなされた。
- 翌日以降に鳴動するよう設定したアラームが正しく鳴らない場合がある
- 繰り返し設定したアラームが正しく鳴らない場合がある